# 리카르도 사포나라
리카르도 사포나라(이탈리아어: Riccardo Saponara, 1991년 12월 21일 ~ )는 앙카라귀쥐에서 공격형 미드필더로 뛰는 이탈리아의 축구 선수이다.

## 클럽 경력

### 엠폴리
엠폴리의 감독 마우리치오 사리는 2012/13 시즌에 원래 윙어로 뛰었던 사포나라를 공격수 아래의 가운데로 내렸는데, 이것이 엄청난 효과를 봐서 그는 40경기에 출전하여 13득점, 15 도움을 기록했다. 그는 팀을 승격 플레이오프까지 이끌었지만, 결승전에서 리보르노에게 패했다.

### 밀란
2013년 1월 21일, 밀란은 엠폴리에서 21살이던 사포나라를 영입했다. 밀란은 공동 소유 계약에 4백만 유로를 지불했다. 그는 7번의 세리에 A 경기에서 총 218분을 뛰었으며, 13/14 시즌 동안에는 어떠한 득점과 도움도 기록하지는 못했다.